# Bisetocreagris kwantungensis
Bisetocreagris kwantungensis är en spindeldjursart som först beskrevs av Beier 1967.  Bisetocreagris kwantungensis ingår i släktet Bisetocreagris och familjen helplåtklokrypare. Inga underarter finns listade.